# Гептаплатинадилантан
Гептаплатинадилантан — бинарное неорганическое соединение, интерметаллид
платины и лантана
с формулой La2Pt7,
кристаллы.

## Получение
- Сплавление стехиометрических количеств чистых веществ:

{\displaystyle {\mathsf {7Pt+2La\ {\xrightarrow {2167^{o}C}}\ La_{2}Pt_{7}}}}

## Физические свойства
Гептаплатинадилантан образует кристаллы

по перитектической реакции при температуре 2167°C
.